# Boekend
Boekend (soms ook De Boekend, in het Limburgs D'n Bokent, ter plaatse vaak als D'n Bookend gespeld) is een klein dorp in de gemeente Venlo (stadsdeel Blerick), in de Nederlandse provincie Limburg en is gelegen tussen de Venlose stadswijk Blerick, gemeente Peel en Maas en de snelwegen A67 en A73.

## Bezienswaardigheden
- Onbevlekt Hart van Mariakerk, uit 1953.
- Onze-Lieve-Vrouw-van-Zeven-Smartenkapel

## Natuur en landschap
Boekend ligt op een hoogte van ongeveer 22 meter, in het laagterras van de Maas. Het Koelbroek is een nat natuurgebied dat zich ten noordwesten van Boekend bevindt, langs de Everlose Beek, die in feite een oude Maasmeander volgt. Verder naar het noordwesten ligt een zandige streek, met de voormalige Blerickse Heide, tegenwoordig deels ontgonnen, deels met naaldbos beplante oude rivierduinen. Ook de Crayelheide bevindt zich daar. Ook de Blerickse Bergen, in het zuiden, zijn met naaldbos beplante oude rivierduinen.
Ten westen van Boekend ligt nog een tracé van de nimmer voltooide Noordervaart.
In oostelijke richting vindt men de stedelijke bebouwing van Blerick.

## Verenigingsleven
Het dorp heeft twee sporthallen en een gemeenschapshuis dat ook gebruikt wordt als feestgelegenheid en 
Boekend telt ongeveer 900 inwoners en heeft een aantal verenigingen:
- V.V. De Worteleschrabbers
- Jeugdvereniging Don Bosco
- Biljartclub
- Kerkelijk zangkoor
- Jagersvereniging
- Joekskapèllen
- Boekender Belang
- Harmonie Boekend
- Volleybalvereniging Touch '80
- TennisClub Boekend
- Fietsclub "racebikers bookend"

## Geboren
- Dave Strijbos (8 november 1967), motorcrossrijder

## Nabijgelegen kernen
- Blerick, Grubbenvorst, Sevenum, Hout-Blerick

## Galerij

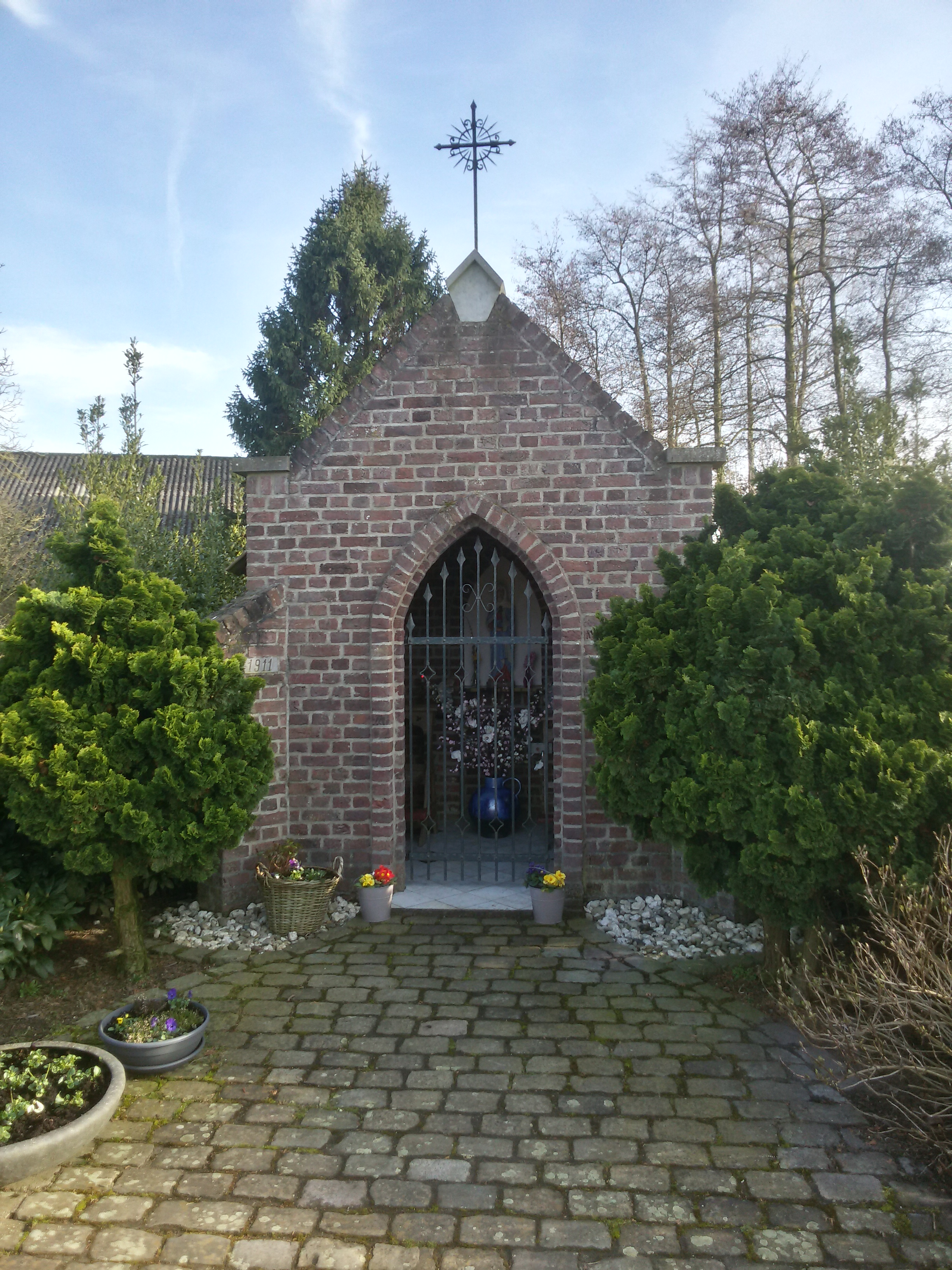
Onze-Lieve-Vrouw-van-Zeven-Smartenkapel
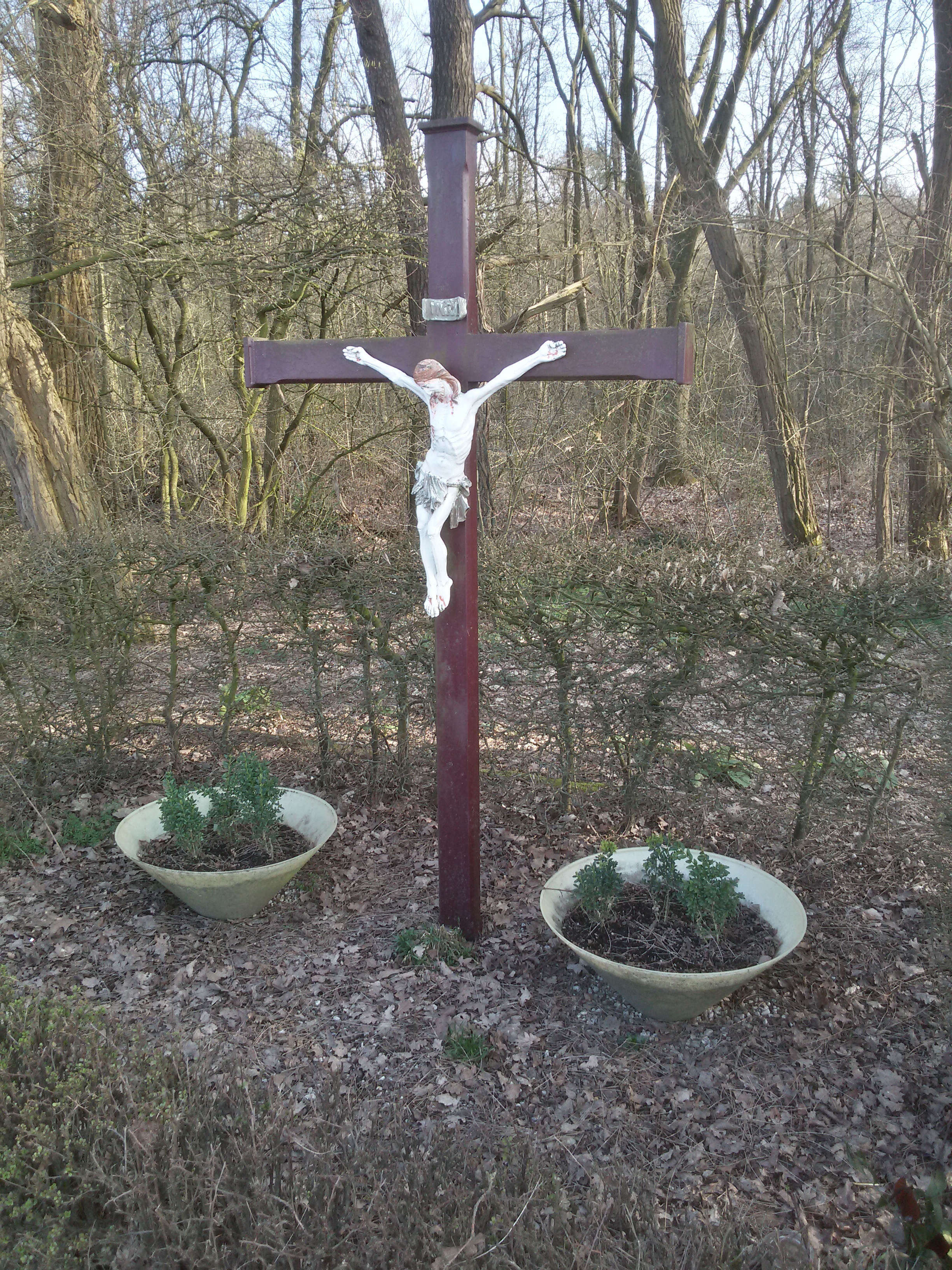
Veldkruis